# روز تبریز

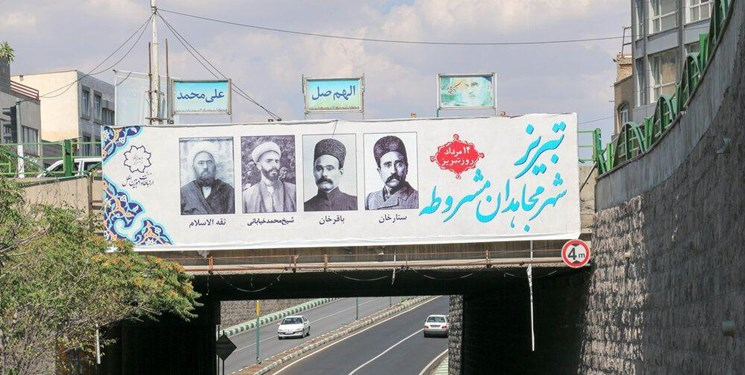
یکی از بنرهای نصب‌شده در تبریز، همزمان با «۱۴ مرداد، روز تبریز»: تبریز شهر مجاهدان مشروطه

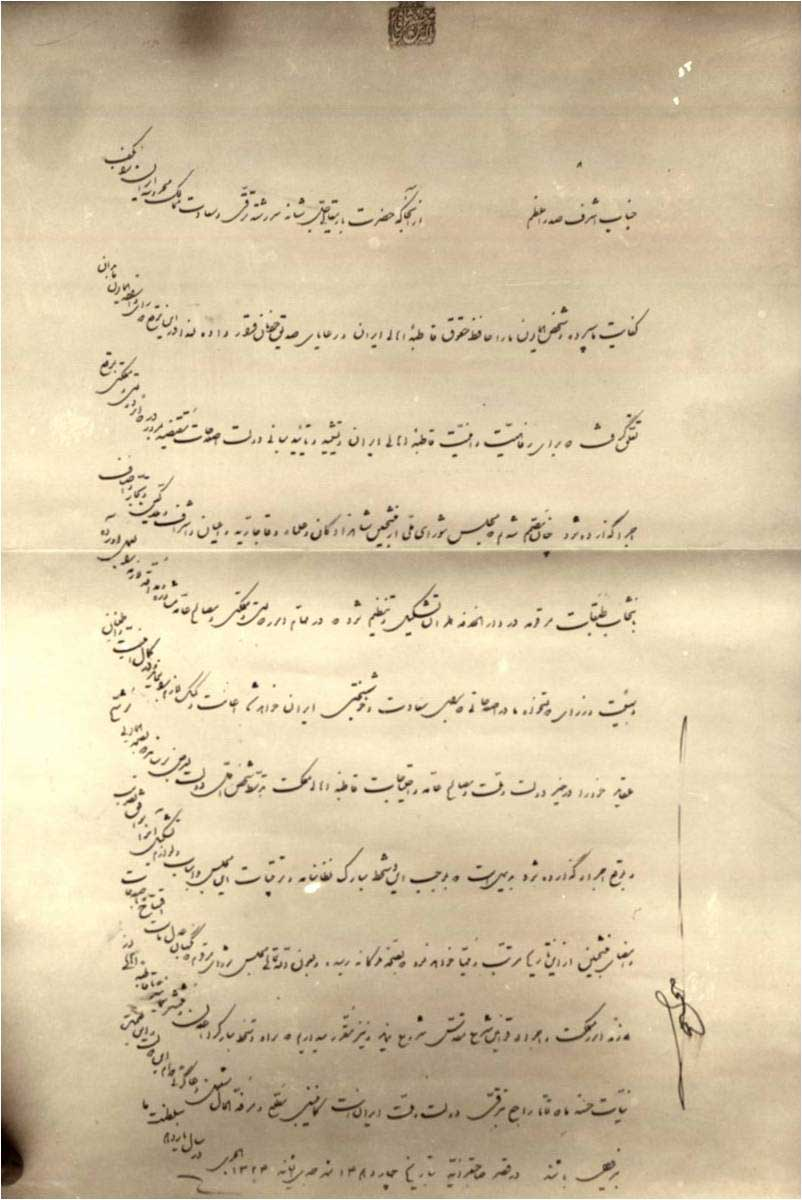
فرمان مشروطیت به قلم و انشای قوام‌السلطنه و امضای مظفرالدین‌شاه

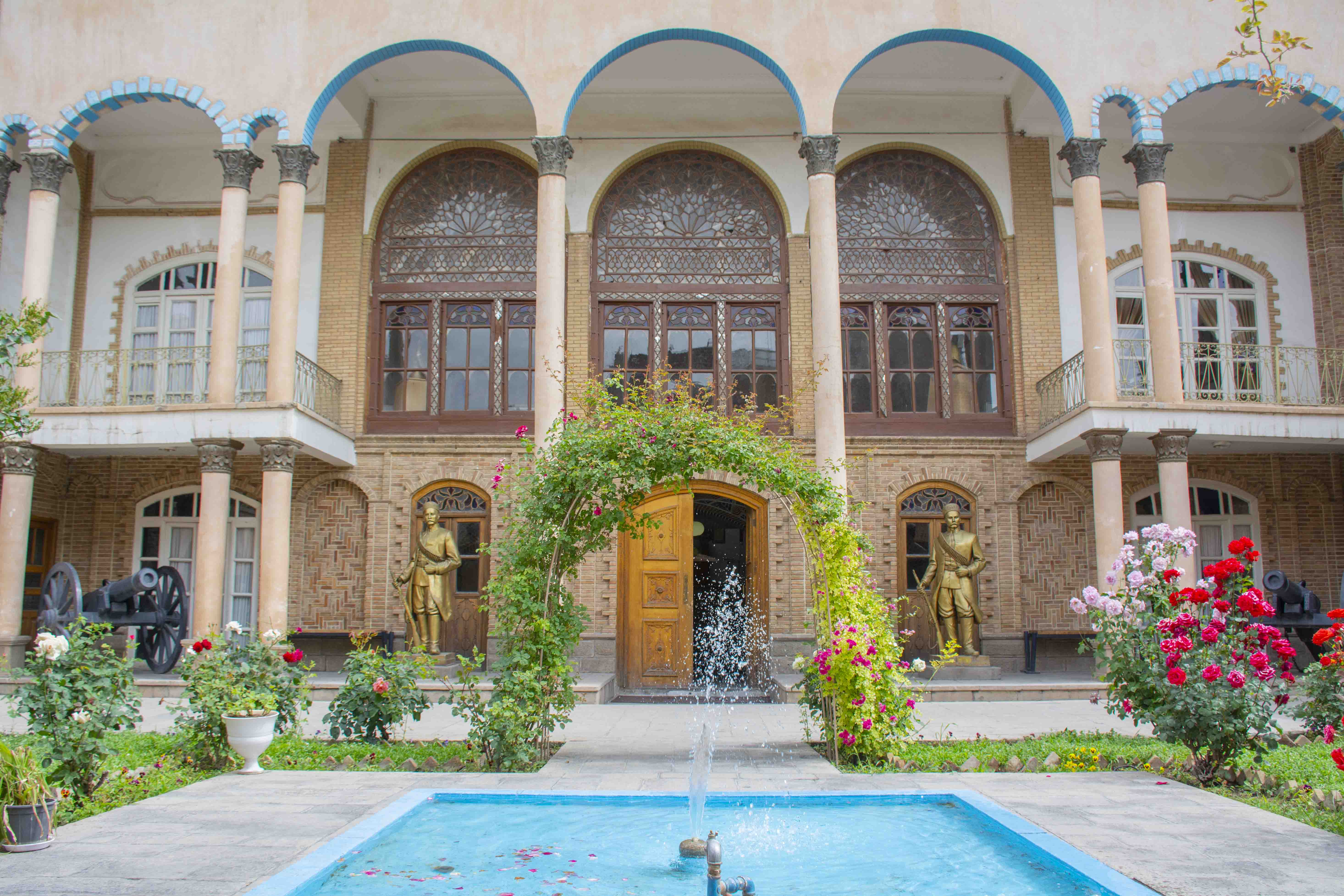
خانهٔ مشروطهٔ تبریز

روز ۱۴ مرداد همزمان با سالروز پیروزی انقلاب مشروطه در ایران و به جهت رونق گردشگری تابستانه در شهر تبریز با عنوان روز تبریز به ثبت رسیده‌است.

## پیشینه
احمد مسجدجامعی عضو وقت شورای اسلامی شهر تهران در تاریخ ۱۹ شهریور ۱۳۹۷ برای اولین بار به اعضای شورای اسلامی شهر تبریز پیشنهاد داد که روزی را به عنوان «روز تبریز» در تقویم ایران به ثبت برسانند.
ایرج شهین باهر شهردار وقت تبریز در سال ۱۳۹۸ پیشنهاد تعیین سالروز پیروزی انقلاب مشروطه و امضای فرمان مشروطیت توسط مظفرالدین‌شاه (۱۴ مرداد ۱۲۸۵) را به عنوان «روز تبریز» جهت ثبت در تقویم رسمی ایران ارائه نمود.

## علت نام‌گذاری
این پیشنهاد جهت تأکید بر جایگاه تبریز در انقلاب مشروطه (۱۴ مرداد: سالروز امضای فرمان مشروطیت توسط مظفرالدین‌شاه) و همچنین با توجه به مسافرپذیری تبریز در مردادماه (به دلیل آب و هوای خنک‌تر آن نسبت به دیگر شهرهای بزرگ ایران) صورت پذیرفت و به شورای اسلامی شهر تبریز ارائه گردید.

## تصویب روز
پیشنهاد نام‌گذاری ۱۴ مرداد «روز مشروطه» به عنوان «روز تبریز» پس از تأیید کمیسیون فرهنگی و اجتماعی شورای اسلامی شهر تبریز، سپس در تاریخ ۲ آذر ۱۳۹۸ توسط شورای فرهنگ عمومی استان آذربایجان شرقی نیز به تصویب رسید.

## برنامه‌ها
همزمان با روز تبریز، بیلبوردهایی در نقاط مختلف این شهر جهت معرفی میراث معنوی، تاریخی و مدنی این شهر نصب می‌شوند. در این بیلبوردها مشروطه‌طلبان ایرانی همچون ستارخان، باقرخان، شیخ محمد خیابانی و ثقةالاسلام تبریزی معرفی می‌شوند. همچنین در روز تبریز سال ۱۳۹۹، بیلبوردهایی نیز جهت معرفی بناهای تاریخی و گردشگری تبریز به تهران، مشهد، اصفهان، شیراز، کرمان، یزد و زنجان ارسال گردیدند. همچنین «همایش ملی زنده‌نامان تبریز» در سال ۱۳۹۹ همزمان با روز تبریز برگزار گردید.

## مشروطه‌طلبان تبریز

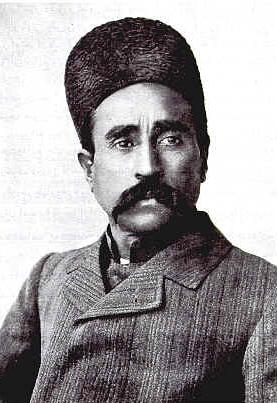
ستارخان (سردار ملی)، اهل محلهٔ امیرخیز تبریز
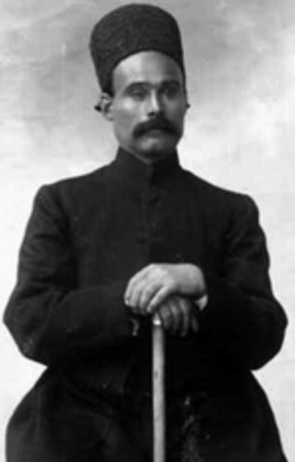
باقرخان (سالار ملی)، اهل محلهٔ خیابان تبریز
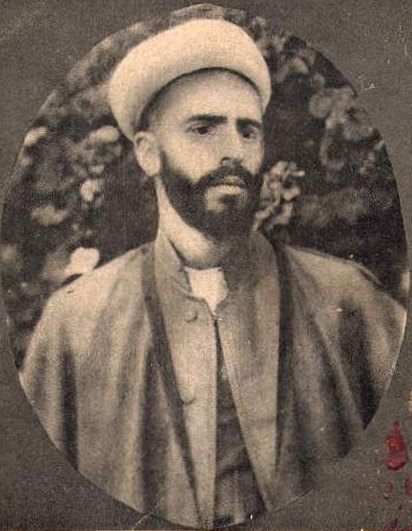
شیخ محمد خیابانی، اهل محلهٔ خیابان تبریز
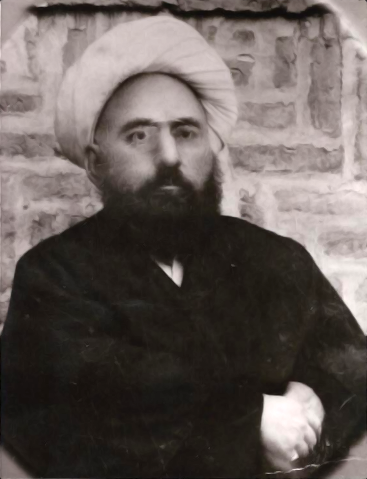
ثقةالاسلام تبریزی، اهل محلهٔ سرخاب تبریز